# GNU Parted
GNU Parted je svobodný správce diskových oddílů, který lze použít pro vytváření diskových oddílů, jejich rušení, zvětšování a zmenšování, kontrolu i kopírování. Sestává jednak z knihovny libparted, jednak z jednoduchého uživatelského rozhraní pro příkazový řádek nazvaného parted. Jako celek je k disposici pro operační systémy Linux a GNU Hurd a to pod licencí GNU GPL.
Pro GNU Parted bylo vytvořeno i několik grafických uživatelských rozhraní (mj. GParted) a programů, které jej využívají.